# کالیپسو (دوربین)
کالیپسو (دوربین) (به انگلیسی: Calypso (camera)) یک دوربین عکاسی ساخت شرکت نیکون است.